# Leven (Cumbria)
Der River Leven [ˈlɛvvən] ist ein Fluss in Cumbria, England. 
Der Leven entspringt bei Lakeside am südlichsten Punkt des Sees Windermere, der ihn speist. Der Fluss fließt 13 km in südöstlicher Richtung, bevor er in die Morecambe Bay mündet. Der Fluss und sein Mündungstrichter sind die Grenze zwischen den Halbinseln Furness und Cartmel. Der Einfluss der Gezeiten auf den Fluss reicht bis an den Ort Haverthwaite heran, und bis dort ist er aus Süden kommend schiffbar. Im Norden ist der Fluss zwischen Windermere und Newby Bridge schiffbar.
Der einzige größere Zufluss des Leven ist der Rusland Pool, der den Grizedale Forest und das Rusland Valley entwässert.
Im Leven leben Lachse. Der Fluss ist bei Kajakfahrern beliebt, da er zwischen Newby Bridge und Haverthwaite Schwierigkeiten von III bis IV besitzt und durch den Windermere See gleichbleibend durch das Jahr mit Wasser versorgt wird.